# Spirou et Fantasio Hors Série
Spirou et Fantasio Hors Série est une réminiscence de la collection Péchés de jeunesse de chez Dupuis.
Les deux premiers albums avaient été publiés dans cette collection qui avait pour vocation la réédition des classiques parus dans le Spirou magazine entre les années 1940 et les années 1960. Avec la disparition de cette collection, ces albums ont été réédités dans la présente série au milieu des années 1980. Ils consistent en la re-publication des premiers travaux de Franquin pour les aventures de Spirou.
Les deux albums suivants sont sortis en 2003. Ils ont coïncidé avec la relance du personnage qui était un peu entre parenthèses depuis 1997. Ils regroupent des histoires courtes sur lesquelles les différents auteurs de Spirou ont fait leurs premières armes.

## Albums
- H1. L'Héritage(1989)
comprenant le Tank (Franquin), l'Héritage (Franquin, 1946)

- H2. Radar le robot (1989)
comprenant La maison préfabriquée (Franquin et Joseph Gillain, 1946 (Franquin reprend l'histoire à la case 49)), Radar le robot (Franquin, 1947) et le Homard (Franquin, 1957)

- H3. La Voix sans maître et 5 autres aventures (2003)
comprenant :
La toute première apparition de Spirou, La naissance de Spirou par Rob-Vel (1938)et Spirou et la puce (1943) autre aventure de Rob-Vel (Elles ont été recolorisées pour l'occasion) 
Par Franquin : Fantasio et le siphon (1957)
Par Nic et De Kuyssche : Le fantacoptère solaire (1980)
Par Tome et Janry : La Voix sans maître (1981), La Menace (1982), la Tirelire est là (1984),Une semaine de Spirou et Fantasio (2001)

- H4. Fantasio et le fantôme et 4 autres aventures (2003)
comprenant :
Par Jijé : Fantasio et le fantôme (1946)
Par Franquin : la Zorglumobile (1976), Noël dans la brousse (1949), Fantasio et les pantins téléguidés (1957)
Par Yves Chaland : Le fameux Cœurs d'acier (1982). Histoire non finie. Elle est ici colorisée en quadrichromie, alors qu'elle fut prépubliée en bichromie (Noir,Rouge)
Par Fournier : Vacances à Brocéliande (1973), Joyeuses Pâques, Papa ! (1971)

- H5. Les Folles Aventures de Spirou (2017)

## Les autres séries
La série principale Les Aventures de Spirou et Fantasio a généré d'autres spin-off :
- Une aventure de Spirou et Fantasio par ... est une série de one shots confiés à des auteurs différents pour chaque numéro.
- Le Petit Spirou dépeint la jeunesse parodique de Spirou.
- Marsupilami narre les aventures du marsupial dans son élément naturel palombien.
- Gaston décrit, entre autres, les relations de Fantasio avec le fameux garçon de bureau. L'interaction entre les deux séries fut plus ou moins importante selon les albums.